# 16 mars dans les chemins de fer
16 février 16 avril
Chronologies thématiques
- Croisades
- Sports
- Disney

Cette page concerne les événements qui se sont déroulés un 16 mars dans les chemins de fer.

## Événements

### XIXesiècle
- 1877. Suisse : inauguration de la ligne de métro «LO» (Lausanne - Ouchy) le 16 mars, intégrée ensuite à la ligne M2 du métro de Lausanne

### XXesiècle
- 1912. France : ouverture de la ligne Ouville-la-Rivière - Motteville sur le réseau du Chemin de fer de Normandie.

### XXIesiècle
- 2007. France-Royaume-Uni : l'ensemble du service Eurostar depuis et à destination du Royaume-Uni a dû être suspendu jusqu'au samedi 17 mars, 17 heures, en raison d'un incendie qui s'est déclaré près de la gare de Wandsworth Road, à quelques kilomètres au sud de la gare londonienne de Waterloo [1].